# Capasa urania
Capasa urania là một loài bướm đêm trong họ Geometridae.